# Johannes Martin Schupp
Johannes Martin Schupp (auch Hans Schupp; Pseudonym: Johannes Martius) (* 5. Oktober 1883 in Groß Flottbek; † 3. Februar 1947 in Hamburg-Groß Flottbek) war ein deutscher Schriftsteller.

## Leben
Schupp besuchte die Privatrealschule von Dr. W. Lange und die Oberrealschule am Holstentor in Hamburg. Ab 1903 studierte er Geschichte und Nationalökonomie in Jena, Berlin, Straßburg und Kiel, unter anderem bei Otto Binswanger, Rudolf Eucken, Karl Volkmar Stoy und Friedrich Paulsen. Während seines Studiums wurde er 1903 Mitglied der Burschenschaft Teutonia Jena, aus der er 1907 austrat und 1922 wieder aufgenommen wurde. 1908 wurde er in Kiel zum Dr. phil. promoviert.
Von 1909 bis 1911 arbeitete Schupp als Assistent an der Handelskammer Halle an der Saale. 1911–1913 war er als Syndikus beim Bauarbeitgeberverband in Westpreußen beschäftigt. Von 1914 bis 1916 war er als Schriftleiter der Rheinisch-Westfälischen Zeitung tätig. 1917/18 war Schupp Soldat. Seit 1918 arbeitete er für die Allgemeine Anzeigen GmbH (Ala GmbH), von 1920 bis 1927 als Direktor und Vorstandsmitglied der Ala. 1937 trat er der NSDAP bei (Mitgliedsnummer 5.322.742).
Nachdem Schupp längere Zeit in Neubabelsberg gewohnt hatte, zog er 1939 wieder nach  Hamburg-Flottbek, wo er als Schriftsteller tätig war.

## Veröffentlichungen (Auswahl)
- Die sozialen Verhältnisse im Hamburger Hafen. Inaugural-Dissertation zur Erlangung der Doktorwürde der hohen philosophischen Fakultät der Königlichen Christian-Albrechts-Universität zu Kiel, Kiel 1908.
- Morisan. Ein Zeitroman. Berlin 1931.
- 77 Gallspach-Anekdoten. Eine Sammlung in Wort und Bild. Berlin 1931.
- Alltag Geschichten aus Hamburg. Wedel in Holstein, Leipzig 1939.
- Ebbe und Flut. Ein hansischer Roman deutscher Zeitwende. München 1938, 1942.
- Alter Liebe Wiederkehr. Leipzig 1940.
- Peinlich. Heitere Geschichten von unangenehmen Zufällen. Wedel in Holstein 1941.
- Hans Undög. Geschichte einer Jugend. Wedel in Holstein 1943.
- Wie das so ist. Allerlei Vorfälle. Wedel in Holstein 1943.
- Der verlorene Klang. Eines Geigenbauers Glück und Not. München, 8. Auflage 1943.
- Der wackelnde Turm. München, 7. Auflage 1944.